# Stephen Carpenter
Stephen Carpenter (Sacramento, California, Estados Unidos; 3 de agosto de 1970) es un músico estadounidense. Conocido por ser el guitarrista principal de la banda californiana de metal alternativo Deftones.
Su estilo en la guitarra se basa en el uso de cuerdas al aire y el sonido de acordes disonantes, así como el uso del power chord (o acordes de quinta) en polirritmos.
Carpenter inició su carrera musical en Deftones usando guitarras eléctricas de 6 cuerdas.Tras influenciarse de bandas como Meshuggah y Fear Factory comienza a tocar con guitarras de 7 cuerdas.
Después del lanzamiento de White Pony, los siguientes discos serían grabados con 7 cuerdas, hasta Diamond Eyes, Koi No Yokan y Gore donde adoptó el uso de guitarras de 8 cuerdas.
Carpenter ha sido colocado en el puesto 60 de "The 100 Greatest Heavy Metal Guitarists Of All Time" de Guitar World, publicado en marzo del 2004.

## Biografía
La infancia de Carpenter estuvo marcada por un lamentable accidente de tráfico, donde un sujeto bajo los efectos del alcohol atropelló a un joven Carpenter de 16 años mientras hacía skate, que tuvo como consecuencia la rotura de sus dos piernas y tener que pasar una temporada en silla de ruedas. El contrato de seguro le proporcionó a Carpenter una importante suma de dinero con la que accedió, con 18 años, a un equipo completo de guitarra y así poder aprender a tocar este instrumento, ya que durante el tiempo que permaneció postrado en la silla de ruedas, no podía practicar su gran pasión: el skate. Muy influenciado por los suecos Meshuggah, su banda favorita, y por Metallica, Slayer, Anthrax y Faith No More.
En Deftones, Carpenter tiene un rol muy importante, dada su facilidad para tocar varios instrumentos. Ha hecho de teclados, bajista y batería. Utiliza guitarras de la marca ESP Guitars.

## Guitarras
- ESP Stef SRC-7
- ESP Stef B-7
- ESP Stef T-7
- ESP Stef T-7B
- ESP Stef B-8
- LTD SC-608B
- LTD SC-607B
- LTD SCT-607B
- LTD SC-208
- LTD SC-207
- LTD SC-200 (discontinuada)

### Amplificadores & Gabinetes
| - Fractal Audio Axe-FX Ultra - Marshall JMP-1 Midi Pre-Amp - Marshall 9200 (Or EL34 100/100) Dual MonoBlock Power-Amp (x2) | - Marshall 1960B 4x12 Cabinets (x2) - ISP Technologies Vector SL 600watt 15" Subwoofer Cabinets (x2) |

### Efectos
- Fractal Audio Systems Axe-Fx II

## Proyectos paralelos
Carpenter tiene varios proyectos paralelos a Deftones. Uno de ellos es Kush proyect, junto a Christian y Raymond, de Fear Factory, y B-Real, de Cypress Hill. También forma parte de la banda Sol Invicto, que mezcla metal y drum and bass.